# Der Herzensbrecher
Der Herzensbrecher (Originaltitel: Affectionately Yours) ist eine US-amerikanische Filmkomödie aus dem Jahr 1941. Unter der Regie von Lloyd Bacon sind Merle Oberon, Dennis Morgan und Rita Hayworth in den Hauptrollen zu sehen.

## Handlung
Richard „Rickey“ Mayberry ist ein vielbeschäftigter Zeitungsreporter, der die ganze Welt bereist. Obwohl er verheiratet ist, hindert ihn dieser Umstand nicht daran, mit attraktiven Frauen zu flirten. Seine neueste Begleiterin ist seine Kollegin Irene Malcolm, und er erzählt ihr die gleiche Geschichte, die er jeder anderen auch erzählt, um nicht von Heirat sprechen zu müssen: Er lebe zwar von seiner Ehefrau Sue getrennt, doch wolle diese partout nicht in eine Scheidung einwilligen. Als er jedoch ein Telegramm erhält, in dem seine Frau ihm mitteilt, dass sie sich wider Erwarten tatsächlich von ihm scheiden lassen will, eilt er umgehend ins heimische New York, um sie für sich zurückzugewinnen. Sue indes plant, nach ihrer Scheidung den gutaussehenden Owen Wright zu heiraten. Dieser wiederum ist verwirrt, dass Sue immer noch Interesse an ihrem Nochehemann zu haben scheint.
Mit Hilfe der cleveren Irene versucht Rickey, Sue eifersüchtig zu machen. Irene wurde jedoch von ihrem und Rickeys Chef Mr. Phillips angehalten, dafür zu sorgen, dass Rickey seiner Ehe endlich ein Ende bereitet, damit er sich wieder voll und ganz auf seine Arbeit als Reporter konzentrieren kann. Nachdem Irene ganze Arbeit geleistet hat, wird ihr jedoch klar, dass Rickey und Sue zusammengehören, und sie möchte beiden nicht länger im Weg stehen. Nach mehreren Missverständnissen finden die beiden Eheleute wieder zusammen, als Rickey vorgibt, einen Verkehrsunfall gehabt zu haben, und verletzt im Krankenhaus liegt. Sue durchschaut zwar seine Show, vergibt ihm jedoch ein weiteres Mal, tat er es doch aus Liebe zu ihr.

## Hintergrund
Der Chef von Warner Brothers, Jack L. Warner, lieh Rita Hayworth für diesen Film ein zweites Mal von Columbia Pictures aus, nachdem er von ihrer Darbietung in dem von seinem Studio produzierten Film Schönste der Stadt (1941) sehr angetan gewesen war.
Nach Vom Winde verweht (1939) war Der Herzensbrecher ein weiterer Film, in dem die beiden afroamerikanischen Schauspielerinnen Hattie McDaniel und Butterfly McQueen gemeinsam als Hauspersonal vor der Kamera standen. Zudem zeigt der Film drei zukünftige Warner-Brothers-Stars in Statistenrollen: Faye Emerson als Krankenschwester, Alexis Smith als Brautjungfer und ihr späterer Ehemann Craig Stevens als Wärter.

## Kritiken
Die Kritiker zeigten sich wenig angetan vom Drehbuch und der Regie des Films. Für das Lexikon des internationalen Films war Der Herzensbrecher eine „[l]eichtgewichtige Komödie mit einigen grotesken Zügen“, die darüber hinaus „nicht sonderlich inspiriert nach gängigem Hollywood-Rezept in Szene gesetzt“ sei. Bosley Crowther von der New York Times fand, dass es „mehr als unfair“ wäre, „die Darsteller für die Schäbigkeit des Films verantwortlich zu machen“, die eigentlich „dem miserablen Skript und der behäbigen Regie von Lloyd Bacon“ geschuldet sei. „Beim Versuch, den Film unbeschwert und lustig zu gestalten“, sei Regisseur Lloyd Bacon „in einer Welt voller Langeweile“ gelandet, befand auch Weekly Variety. Rita Hayworth sei als Reporterin, die sich in Morgan verliebt, „innerhalb der Besetzung bei weitem am besten“.
Hal Erickson vom All Movie Guide zufolge biete Der Herzensbrecher „das Spektakel, wie sich die glamouröse Merle Oberon und die umwerfende Rita Hayworth um die besten Kamerapositionen rangeln und dabei gewissermaßen die männlichen Darsteller, Dennis Morgan und Ralph Bellamy, nahezu von der Leinwand schubsen!“ Daneben seien allenfalls die Nebendarsteller, Hattie McDaniel und Butterfly McQueen, zwei Jahre nach ihrem Einsatz in Vom Winde verweht „von Interesse“.